# آندرآ رادوکان
آندرآ رادوکان (رومانیایی: Andreea Răducan; زادهٔ ۳۰ سپتامبر ۱۹۸۳) ژیمناستاهل رومانی است.